# Edith Saurer
Edith Saurer (* 20. August 1942 in Wien; † 5. April 2011 ebenda) war eine österreichische Historikerin, Universitätsprofessorin der Universität Wien, wissenschaftliche Autorin und Herausgeberin. Sie gilt als zentrale Mitbegründerin und Verfechterin der feministischen Geschichtswissenschaft in Österreich.

## Leben
Saurer studierte ab 1960 Geschichte, Germanistik und Theaterwissenschaft an der Universität Wien und erwarb 1966 das Doktorat der Philosophie. Sie promovierte mit der Arbeit Die politischen Aspekte der Bischofsernennungen in der Habsburgermonarchie 1867–1903 und war 1970 bis 1983 Universitätsassistentin. Saurer habilitierte sich 1983 mit der Arbeit Materielle Kultur und sozialer Protest in der Lombardei, Venetien, Niederösterreich und Böhmen zwischen Vormärz und Neoabsolutismus und war anschließend Universitätsdozentin und seit 1992 Professorin für Neuere Geschichte am Institut für Geschichte der Universität Wien. Sie war Gastprofessorin an den Universitäten Bielefeld und Leipzig sowie am Istituto Universitario Orientale in Neapel und dem European University Institute in Florenz.
Saurer war 1990 Initiatorin und Mitbegründerin der Fachzeitschrift L’Homme. Europäische Zeitschrift für Feministische Geschichtswissenschaft, der seitdem ihr besonderes Engagement galt, und war von 1993 bis 2000 Vorsitzende der Kommission der Interuniversitären Koordinationsstelle für Frauenforschung. Sie war Mitherausgeberin der Zeitschriften Historische Anthropologie und Wiener Zeitschrift für die Geschichte der Neuzeit. Seit 2006 leitete sie die Forschungsplattform Neuverortung der Frauen- und Geschlechtergeschichte im veränderten europäischen Kontext an der Universität Wien.
Ihre Forschungsschwerpunkte waren die Geschichte der Materiellen Kultur, Frauen- und Geschlechtergeschichte, Religionsgeschichte im 18./19. Jahrhundert, Historische Anthropologie sowie die Geschichte Italiens im 19. Jahrhundert.
Im Jahr 1990 begründete Edith Saurer im Rahmen einer Ausstellung zu „70 Jahre Frauenwahlrecht in Österreich“, die Sammlung Frauennachlässe (SFN). Die SFN ist seit 2013 am Institut für Geschichte der Universität Wien untergebracht und hat das Ziel, Selbstzeugnissen von Frauen, die nicht einer bestimmten Berufs- oder Personengruppe angehörten zu sammeln, zu ordnen und für die wissenschaftliche Benutzung zugänglich zu machen.
1991 wurde Saurer mit dem Käthe-Leichter-Preis, 1997 mit dem Gabriele-Possanner-Staatspreis ausgezeichnet. 2010 erhielt sie das Goldene Ehrenzeichen für Verdienste um das Land Wien. Der von ihr gegründete Edith Saurer Fonds zur Förderung geschichtswissenschaftlicher Projekte vergibt seit 2013 Forschungsstipendien.

## Schriften (Auswahl)
- mit Margareth Lanzinger (Hrsg.): Ungleichheit an der Grenze. Historisch-anthropologische Spurensuche im alpinen Raum: Tret und St. Felix. Edition Raetia, Bozen 2010, ISBN 978-88-7283-373-5.
- mit Christian Aspalter, Wolfgang Müller-Funk, Wendelin Schmidt-Dengler, Anton Tantner (Hrsg.): Paradoxien der Romantik. Gesellschaft, Kultur und Wissenschaft in Wien im frühen 19. Jahrhundert. WUV, Wien 2006, ISBN 978-3-85114-817-6.
- mit Margareth Lanzinger, Elisabeth Frysak: Women's Movements Networks and Debates in post-communist Countries in the 19th and the 20th Centuries. Böhlau, Köln/Weimar/Wien 2006, ISBN 3-412-32205-9.
- mit Margarete Grandner: Geschlecht, Religion und Engagement. Die jüdischen Frauenbewegungen im deutschsprachigen Raum. Böhlau, Wien 2005, ISBN 3-412-32205-9.
- mit Margarete Grandner (Hrsg.): Die jüdischen Frauenbewegungen im deutschsprachigen Raum. Böhlau, Wien 2004, ISBN 3-205-77259-8.
- mit Christa Hämmerle (Hrsg.): Briefkulturen und ihr Geschlecht. Zur Geschichte der privaten Korrespondenz vom 16. Jahrhundert bis heute. Böhlau, Wien 2003, ISBN 3-205-99398-5.
- mit Heinrich Berger, Gerhard Botz (Hrsg.): Otto Leichter. Briefe ohne Antwort. Aufzeichnungen aus dem Pariser Exil 1938–1939. Böhlau, Wien 2003, ISBN 3-205-77051-X.
- mit Birgit Wagner (Hrsg.): Eine Mauer im Mittelmeer. Debatten um den Status des Fremden von der Antike bis zur Gegenwart. WUV-Facultas, Wien 2003, ISBN 3-85114-670-0.
- mit Waltraud Heindl (Hrsg.): Grenze und Staat. Passwesen, Staatsbürgerschaft, Heimatrecht und Fremdengesetzgebung in der österreichischen Monarchie (1750–1867). Böhlau, Wien 2000, ISBN 3-205-99199-0.
- Liebe und Arbeit. Geschlechterbeziehungen im 19. und 20. Jahrhundert. Fischer-Taschenbuch-Verlag, Frankfurt am Main 1997 (Überarbeitete Neuausgabe: Böhlau, Wien 2014, ISBN 978-3-205-79535-3, Rezension).
- mit Heide Dienst (Hrsg.): „Das Weib existiert nicht für sich.“ Geschlechterbeziehungen in der bürgerlichen Gesellschaft. Verlag für Gesellschaftskritik, Wien 1990, ISBN 3-85115-123-2.
- Straße, Schmuggel, Lottospiel. Materielle Kultur und Staat in Niederösterreich, Böhmen und Lombardo-Venetien im frühen 19.Jahrhundert. Vandenhoeck & Ruprecht, Göttingen 1989, ISBN 3-525-35626-9.
- mit Gernot Heiß (Hrsg.): Willfährige Wissenschaft. Die Universität Wien 1938–1945. Verlag für Gesellschaftskritik, Wien 1989, ISBN 3-85115-107-0.
- Projektgruppe Kritische Universitätsgeschichte (Hrsg.): Vernunft als Institution? Geschichte und Zukunft der Universität. Wien 1986, ISBN 3-85443-011-6.
- Die politischen Aspekte der österreichischen Bischofsernennungen 1867–1903. Herold, Wien 1968.